# ロイヤル・エクセル・ムスクロン
ロイヤル・エクセル・ムスクロン（Royal Excel Mouscron (フランス語発音: [mukʁɔ̃], オランダ語発音: [muˈskrun])）は、ベルギー・ムスクロンに本拠地を置いていたプロサッカークラブチーム。2010年春、REムスクロンとRRCペルウェルツの破産にともなってロイヤル・ムスクロン＝ペルウェルツの名で設立された。2016年夏に現在の名称に改名。

## 歴史
2010年、REムスクロンのフロントはクラブの解散後RRCペルウェルツのフロントと合併の可能性について話し合い、5月11日に合意に至った。新たに設立されたロイヤル・ムスクロン＝ペルウェルツ（Royal Mouscron-Péruwelz）はRRCペルウェルツの地位を引き継ぐことになり、クラブカラーもRRCと同じ赤と青に決定した。ムスクロン・ペルウェルツは4部リーグからのスタートとなり、2011–12シーズンに3部への昇格を達成した。ベルギーカップは6回戦でジュピラー・プロ・リーグ所属のKベールスホットACにPK戦の末に敗れた。3部で優勝を果たし2部に昇格。翌シーズン2部を2位で終え昇格プレーオフに参加するも敗れた。2013-14シーズンは4位で終え再び昇格プレーオフに参加、昇格を達成した。

## 過去の成績
| シーズン | ディビジョン             | ディビジョン | ディビジョン | ディビジョン | ディビジョン | ディビジョン | ディビジョン | ディビジョン | ディビジョン | ベルギーカップ |
| シーズン | リーグ                   | 試           | 勝           | 分           | 敗           | 得           | 失           | 点           | 順位         | ベルギーカップ |
| -------- | ------------------------ | ------------ | ------------ | ------------ | ------------ | ------------ | ------------ | ------------ | ------------ | -------------- |
| 2016-17  | ジュピラー・プロ・リーグ | 30           | 7            | 3            | 20           | 29           | 53           | 24           | 15位         | 7回戦敗退      |
| 2017-18  | ジュピラー・プロ・リーグ | 30           | 8            | 6            | 16           | 40           | 59           | 30           | 14位         | 7回戦敗退      |
| 2018-19  | ジュピラー・プロ・リーグ | 30           | 11           | 7            | 12           | 33           | 33           | 40           | 10位         | 7回戦敗退      |
| 2019-20  | ジュピラー・プロ・リーグ | 29           | 9            | 9            | 11           | 38           | 40           | 36           | 10位         | 7回戦敗退      |
| 2020-21  | ジュピラー・プロ・リーグ | 34           | 7            | 10           | 17           | 32           | 54           | 31           | 18位         |                |

## 歴代監督
- フィリップ・サン＝ジャン (2010-2012)
- アルナウド・ドス・サントス (2012-2013)
- Rachid Chihab (2013-2014)
- フェルナンド・ダ・クルス (2014-2015)
- チェドミル・ヤネフスキ (2015-2016)
- グレン・デ・ブック (2016)
- ミルチェア・レドニク (2016-2018)
- ベルンド・シュトルク (2018-2019)
- ベルント・ホラーバッハ (2019-2020)
- フェルナンド・ダ・クルス (2020)
- ジョルジェ・シモン (2020-2021)
- エンツォ・シーフォ (2021)[3]
- ジョゼ・ジューヌシャン (2021-2022)

## 歴代所属選手

### GK
- アレクサンドル・ウキジャ 2012-2014
- ローガン・バイリー 2017-2018

### DF
- クリスティアン・マネア 2015-2017
- ゲオルギオス・ガリツィオス 2017-2019

### MF
- ニコラ・グラン 2015-2019
- トレゼゲ 2016-2017
- ファルク・ミヤ 2017

### FW
- アブドゥライ・ディアビ 2013-2015
- アニス・バドリ 2013-2016
- ファブリス・オリンガ 2015-2021
- イスラム・フェルス 2016-2017